# Herotyda
Herotyda is een geslacht van vlinders uit de familie van de Tortricidae (Bladrollers). Het geslacht werd voor het eerst wetenschappelijk beschreven door  in .

## Soorten
Het genus bevat de volgende soort:

- Herotyda minuta (Razowski, 1966)